# Kuhlhausen
Kuhlhausen is een plaats en voormalige gemeente in de Duitse deelstaat Saksen-Anhalt, en maakt deel uit van de Landkreis Stendal.
Kuhlhausen telde, volgens de website van de gemeente Havelberg, in 2021 150 inwoners. Het is een zogenaamd Rundlingdorp in de uiterwaarden van de rivier de Havel. Kuhlhausen ligt ongeveer 10 km ten zuidoosten van de stad Havelberg en 4 km ten noorden van het dorpje Garz.

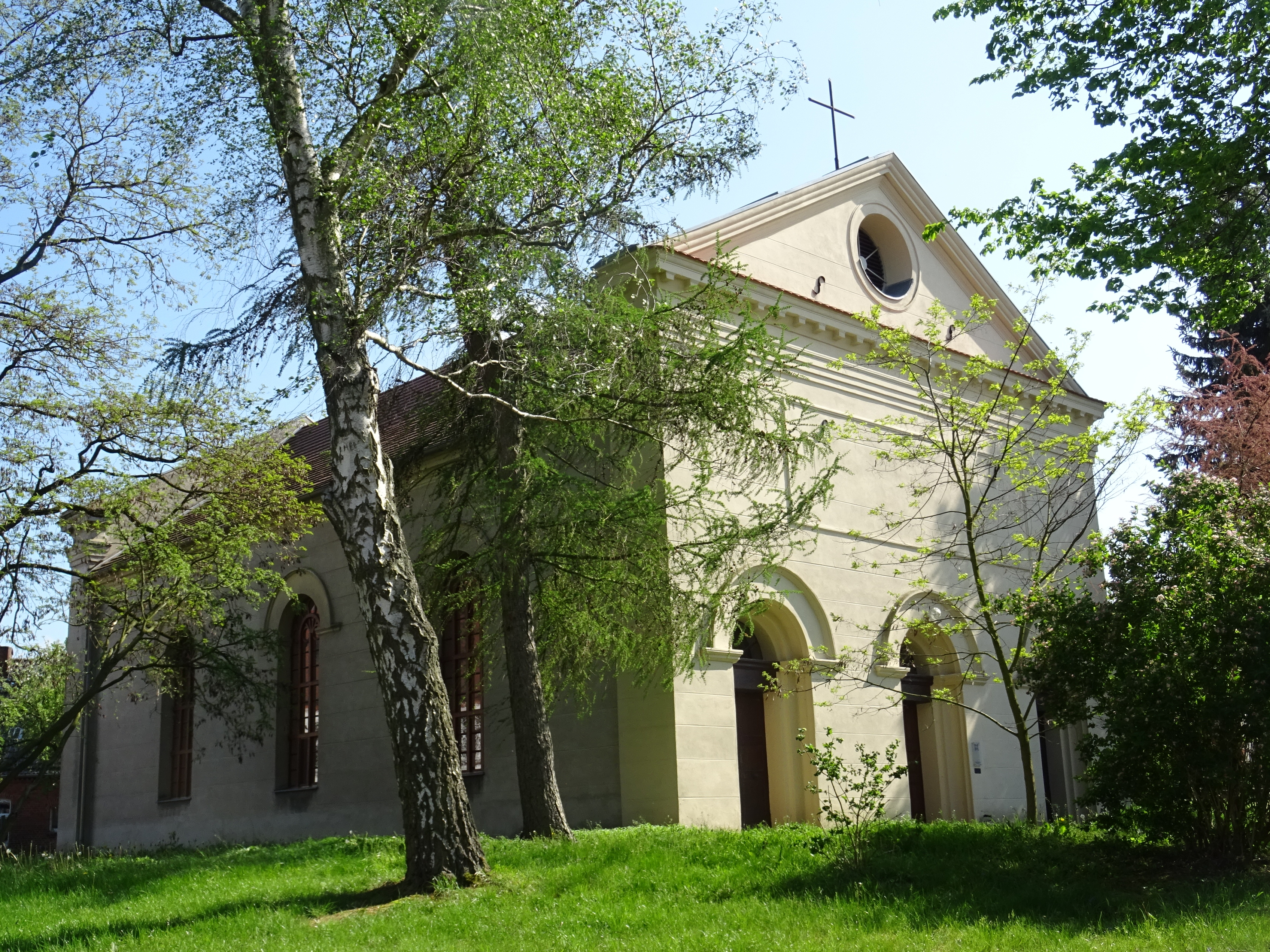
Dorpskerk te Kuhlhausen (bouwjaar 1830)

De voormalige zelfstandige gemeente Kuhlhausen is op 1 januari 2005 geannexeerd door de stad Havelberg; zie voor meer informatie aldaar.